# Yves Montand
Yves Montand, rodným jménem Ivo Livi (13. října 1921, Monsummano Alto, Toskánsko, Itálie – 9. listopadu 1991, Senlis (Oise)) byl francouzsko-italský herec a šansoniér.

## Život

### Začátky
Pocházel z prosté rodiny chudých katolických venkovanů. V roce 1921, krátce po jeho narození jeho rodiče odešli z Itálie do Francie. Když žádali o francouzské občanství, jeho otec uvedl, že opustili Itálii, aby unikli Mussoliniho režimu. Montand vyrůstal v Marseille, kde pracoval v holičství své sestry. Začal svou kariéru jako zpěvák v marseilleském music-hallu. Měl velmi atraktivní vzhled a podmanivou barvu hlasu. V roce 1944 ho objevila Édith Piaf. V roce 1945 přešel do Théâtre de l'Étoile v Paříži, zde byla odstartována nejprve jeho kariéra obdivovaného šansoniéra a později i úspěšného filmového herce. Po boku Edith Piaf, která se stala jeho rádkyní, učitelkou i milenkou dosáhl svých prvních úspěchů, během roku 1946 se však jejich cesty rozdělily.

### Kariéra
Jakožto šansoniér a protagonista mnoha filmů byl znám po celém světě. V roce 1951 se oženil s herečkou Simone Signoret a během své kariéry spolu vytvořili mnoho hlavních rolí. Manželství bylo podle známých svědectví velmi harmonické a trvalo do Simoniny smrti v roce 1985, i když měl Yves řadu jiných vztahů, především s Marilyn Monroe, se kterou natočil jeden ze svých posledních filmů, Let's Make Love Milujme se.
Během své kariéry Montand hrál v mnoha amerických filmech, jako např. v Broadwayi. V roce 1980 byl nominován na cenu César jako nejlepší herec za film I comme I care a znovu v roce 1984 za film Garçon!
V roce 1986, poté, co jeho mezinárodní věhlas znatelně upadl, Yves v 65 letech získal jednu ze svých nezapomenutelných rolí jako strýc ve dvoudílném filmu Jean od Floretty (Jean de Florette), natočeného podle románu francouzského spisovatele Marcela Pagnola Živá voda. Dalšími protagonisty byli Gérard Depardieu a Daniel Auteuil. Ve druhém díle filmu ze stejného roku Manon od pramene (Manon des Sources), hrála po jeho boku herečka Emmanuelle Béart. Filmy dosáhly světového úspěchu a příznivé kritiky přinesly Montandovi roli v americké talkshow Late Night with David Letterman.

### Osobní život

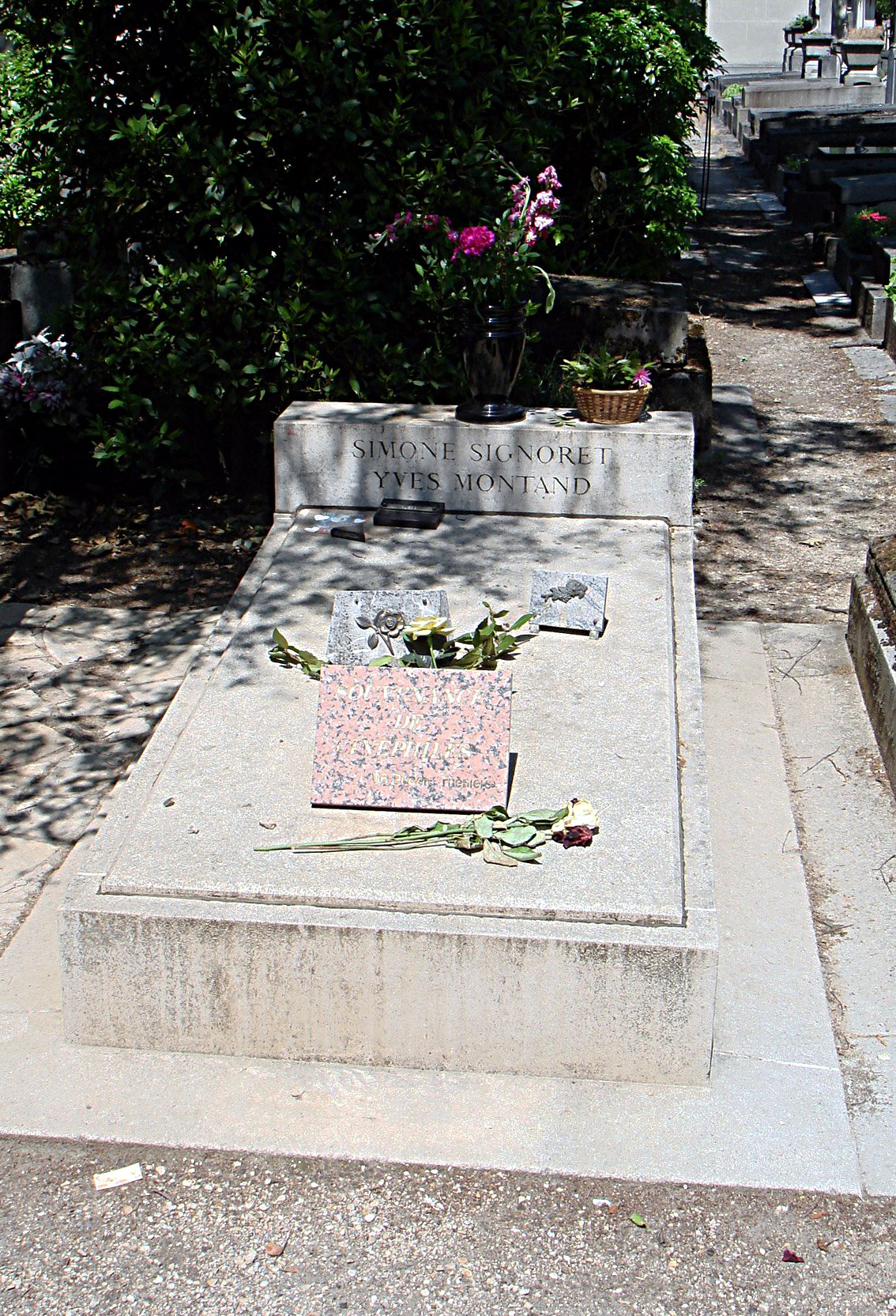
Náhrobek na hřbitově Père Lachaise

Jediného syna Valentina (narozen 1988) měl Montand se svou asistentkou Carole Amiel. V žalobě o určení otcovství, která rozbouřila Francii, jiná žena označila Montanda jako otce své dcery a žádala poskytnutí jeho vzorku DNA. Montand se bránil, ale neustoupila a řízení neskončilo ani jeho smrtí – žena získala právo k exhumaci a odebrání vzorku DNA. Prokázalo se ovšem, že Montand otcem holčičky není.
V posledních letech svého života našel svůj domov v Saint-Paul-de-Vence, Provence. Zemřel 9. listopadu 1991 na infarkt myokardu během natáčení filmu IP5 (L'Ile aux pachydermes) (režie Jean-Jacques Beineix). Pochován je na hřbitově "Père Lachaise" v Paříži ve Francii, vedle své první ženy Simone Signoret.

## Diskografie
- Yves Montand live at the Olympia, Paris. 1981.
- Yves Montand chante Jacques Prévert. Mercury France, 1998.

## Filmografie
- Brány noci (1946)
- Parigi è sempre Parigi (1951)
- Mzda strachu (1953)
- Velká modrá cesta (1957)
- Milujme se (1960)
- Máte ráda Brahmse? (1960)
- My Geisha (1962)
- Zločin v expresu (1965)
- Grand Prix (1966)
- Válka skončila (1966)
- Žít a užít (1967)
- Z (1969)
- Osudový kruh (1970)
- Za jasného dne uvidíš navždy (1970)
- Doznání (1970)
- Pošetilost mocných (La folie des grandeurs) (1971)
- César a Rosalie (1972)
- Tout va bien (1972)
- Stav obležení (1973)
- Vincent, François, Paul a ti druzí… (1974)
- Divoch (1975)
- Policejní kolt vzor 357 (1976)
- Vzduch je cítit rudě (1977)
- I jako Ikaros (1979)
- Volba zbraní (1981)
- Garçon! (1983)
- Jean od Floretty (1986)
- Manon od pramene (1986)
- IP5 (L'île aux pachydermes) (1991)